# Melandrya ussuriensis
Melandrya ussuriensis là một loài bọ cánh cứng trong họ Melandryidae. Loài này được Nikitsky miêu tả khoa học năm 1972.